# كنيس عدس
كنيس عدس ويُعرف أيضًا باسم الكنيس الكبير للطائفة اليهودية الحلبية هو كنيس أنشأته عائلة من المُهاجرون السورين كانت تُعرف باسم عائلة عدس اليهودية الارثوذكسية في عام 1901 في حي نحلاؤوت في القدس بفلسطين، ويُعتبر الكنيس مركزًا للحزنوت السوري أو لقيادة الطقوس الدينية اليهودية للسوريين اليهود في إسرائيل.

## لمحة تاريخية
في مطلع القرن العشرين هاجر العديد من أفراد الجالية اليهودية في سوريا هربًا من الانكماش الاقتصادي الذي أعقب انهيار الإمبراطورية العثمانية. وبينما استقر الكثيرون في إنجلترا أو الولايات المتحدة الأمريكية أو أمريكا اللاتينية، انتقلت بعض العائلات إلى الأرض المقدسة، وكان معظم أفراد المجتمع اليهودي السوري من العمال وأصحاب المتاجر أو التجار.
أنشأ بعض هؤلاء المُهاجرون القادمون من مدينة حلب الكنيس بعد مرور بعض الوقت، وافتتح رسميًا في عام 1901، وقد سُمي على اسم اثنين من المهاجرين الذين مولوا المبنى، وهم عوفاديا يوشيا عدس ويوسف إسحاق عدس. كان يوسف عدس رجلاً ثريًا له صلات بالإدارة العثمانية وعضوًا في مجلس مدينة القدس. وصُمم الكنيس الجديد كمؤسسة مجاورة، وفي ذلك الوقت كان يعتبر من أجمل المعابد اليهودية في القدس. وعلى الرغم من متانة تشييده، فقد تعرض الكنيس لأضرار جسيمة خلال الحرب العالمية الأولى وحرب فلسطين في الفترة ما بين عامي1947-1949. واليوم لا يعتبر الحضور إلى الكنيس قاصرًا على يهود حلب فقط، بل العديد من طوائف اليهود السفارديم مثل اليهود الأكراد، إلا ان ليتورجيا المصلين لا تزال حلبية في أنقى صورها.

## التصميم
يُعتبر التصميم الداخلي للكنيس تقليدي مبني على الطراز الشرق أوسطي إلا أنه متقن ومُحافظ عليه جيدًا، حيث يتميز بسقف مرتفع وثريات ومقاعد خشبية تواجه منصة مركزية وشرفة صغيرة لقسم النساء إلى جانب سفينة مقدسة تغطي الجدار الشرقي بأكمله. هُناك أيضًا التابوت الكبير المصنوع من خشب الجوز والمغطى بتصاميم هندسية معقدة ومرصع بعرق اللؤلؤ، والذي تم ترميمه على نطاق واسع في عام 2001 تكريما لمئوية الكنيس اليهودي.
رسم ياكوف ستارك، وهو أستاذ في أكاديمية بتسلئيل للفنون والتصميم التي أنشئت حديثًا، لوحة جدارية تصور تمثيلات منمنمة من قبائل إسرائيل الاثني عشر، والتي يمكن رؤيتها على طول الجزء العلوي من الجدران. كان ستارك واحدًا من مجموعة من الفنانين والمثقفين العلمانيين من العالية الثانية الذين سعوا لخلق ثقافة جديدة نابضة بالحياة في القدس. وبمرور الوقت، تم طلاء اللوحة الجدارية جزئيًا وتغير لون الطلاء.

## مركز الحزنوت السوري
يجتذب كنيس عدس الكثير من الزوار سواء من داخل أو خارج إسرائيل، ويرجع ذلك جزئيًا إلى طرازه الليتورجي الفريد. هُناك خدمتان صباحيتان يوميتان في كنيس عدس (بما فيها يوم السبت والعطلات)، وخدمة مشتركة بعد الظهر والمساء تبدأ قبل غروب الشمس مباشرة.
يشتهر كنيس عدس بكونه مركزًا للحزنوت السوري وهو طقوس العبادة اليهودية السورية مثل الغناء الليتورجي اليهودي على الطراز الشرق أوسطي، ويُعد كنيس عدس أحد كنيسين يهوديين فقط في القدس وربما في العالم يحافظان على التقليد القديم للبقشوت، وهي دورة محددة من الشعر القبالي الذي غُنّى في وقت مبكر في ساعات من صباح السبت خلال أشهر الشتاء. تبدأ جلسات البقشوت عادة في الساعة الثالثة صباحًا وعادة ما يكون الكنيس أثناء أداء هذه الطقوس مزدحمًا بالزوار.
يعتبر مرتلو الحنزوت في كنيس عدس من أِمهر المرتلين من يهود سوريا وأكثرهم موهبة، وفي كثير من الأحيان يذهب المرتلون على وجه التحديد إلى هذا الكنيس لتعلم المقامات وطقوس الحزنوت. على مدار القرن الماضي، ظهر العديد من المرتلين المشاهير الذين خرجوا من كنيس عدس. تختلف خدمات الصلاة في كنيس عدس بشكل طفيف عن الخدمات التي يتم تقديمها في المعابد السورية الأخرى في جميع أنحاء العالم، وقد يختلف اختيار المقام الأسبوعي من أسبوع لآخر.
حظي كنيس عدس في السنوات الأخيرة باهتمام كبير بسبب الذكرى المئوية لتأسيسها، والتي حلت في عام 2001، إلى جانب وضعها الفريد والاتجاه نحو الاهتمام المتزايد بالبيزمونيم أو الأغنية الدينية اليهودية. يُعتبر المعبد اليهودي هو محطة توقف منتظمة لرحلات السير في حي نحلاؤوت، وهو وجهة مشتركة للعديد من اليهود السوريين من جميع أنحاء العالم الذين يزورون إسرائيل لمناسبات مثل الزفاف أو لحضور جلسة بقشوت. يحافظ المجتمع اليهودي السوري على علاقته بتاريخه الغني وتقاليده من جيل إلى جيل. أنتج الكنيس مؤخرًا أقراص دي في دي وأقراص مدمجة لجلسات البقشوت ولموسيقى دينية أخرى.